# Brian Kerr
Brian Kerr, född 3 mars 1953 i Dublin, är en irländsk fotbollstränare. Han växte upp i förorten Drimnagh i sydvästra Dublin. 1986 blev han tränare för St Patrick's Athletic FC, som han slutade träna 1997, då han blev tränare för Irlands U-landslag. 2003, då Irlands A-landslag hade förlorat de två första matcherna i kvalet till EM 2004 blev han tränare för laget. Men Irland kom bara trea i gruppen efter Schweiz och Ryssland. I kvalet till VM 2006 blev Irland fyra i gruppen trots att man bara förlorade en match. Därför avgick han. Han var förbundskapten för Färöarnas landslag från 2008 till 2011.